# Victoria Naturalist
Victoria Naturalist (abreviado Victoria Naturalist) es una revista con ilustraciones y descripciones botánicas editada en Melbourne desde el año 1944.